# Andrógeno
Andrógeno (do grego ανδρος, homem e γενος, raça, família) é o termo genérico para qualquer composto natural ou sintético, geralmente um hormônio esteroide, que estimula ou controla o desenvolvimento e manutenção das características masculinas em vertebrados ao ligar-se a receptores andrógenos. Isso inclui a atividade dos órgãos sexuais masculinos acessórios e o desenvolvimento de características sexuais secundárias masculinas. Os andrógenos, que foram descobertos em 1936, também são chamados de hormônios androgênicos ou testoides. Os andrógenos também são os esteroides anabólicos originais. Eles também são precursores de todos os estrógenos, os hormônios sexuais femininos. O primeiro e mais bem conhecido andrógeno é a testosterona.

## Tipos de andrógenos
Além da testosterona, outros andrógenos são:
- Desidroepiandrosterona (DHEA): um hormônio esteroide produzido a partir do colesterol no córtex adrenal, que é o precursor primário dos estrógenos naturais. A DHEA também é chamada de desidroisoandrosterona ou desidroandrosterona. Tem como efeito principal a regulação do desejo sexual feminino.
- Androstenediona (Andro): um esteroide androgênico, que é produzido pelos testículos, córtex adrenal e ovários. Enquanto as androstenedionas são convertidas metabolicamente à testosterona e outros andrógenos, elas são também uma estrutura que origina a estrona. O uso de androstenediona como um suplemento para esportes e fisiculturismo foi banido pelo Comitê Olímpico Internacional, bem como em outras comitês esportivos.
- Androstenediol: o metabólito esteroide que acredita-se que age como o principal regulador da secreção de gonadotrofina.
- Androsterona: um produto criado durante a quebra de andrógenos, ou derivado da progesterona, que também exerce menores efeitos masculinizantes (com uma intensidade sete vezes menor que a testosterona). Ele é encontrado em quantidades aproximadamente iguais no plasma sanguíneo e urina, tanto de homens quanto de mulheres.
- Di-hidrotestosterona (DHT): um metabólito da testosterona que é de fato um andrógeno mais potente, devido ao fato de se ligar mais fortemente aos receptores andrógenos.
- Hormônio adrenocortical (ACH)andrógeno masculinizante ou vice-versa.